# NGC 7760
NGC 7760 é uma galáxia elíptica (E?) localizada na direcção da constelação de Pegasus. Possui uma declinação de +30° 58' 59" e uma ascensão recta de 23 horas, 49 minutos e 11,9 segundos.
A galáxia NGC 7760 foi descoberta em 9 de Outubro de 1790 por William Herschel.